# Shōdai Naoya
Shōdai Naoya (正代 直也, né le 5 novembre 1991) est un lutteur de sumo professionnel originaire d'Uto, Kumamoto. Il appartient à l'écurie Tokitsukaze. Son plus haut classement est ōzeki. Il a reçu une étoile dorée pour avoir battu un yokozuna & sept prix spéciaux : six de combativité et un de performance exceptionnelle. Il remporte son premier titre de champion en makuuchi en septembre 2020 après avoir été en course pour la victoire lors des deux précédents tournois.
Au contraire de la plupart des lutteurs de sumo, il a conservé son nom de famille, Shōdai.

## Carrière
Après avoir obtenu son diplôme universitaire à l'Université d'Agriculture de Tokyo, il rejoint l'écurie Tokitsukaze et participe à son premier tournoi professionnel en mars 2014. Parce qu'il a raté sa chance de débuter dans les rangs makushita en tant que tsukedashi (il a préféré finir ses études), il débute en maezumo dans ce tournoi. Il remporte le championnat de jonokuchi (division la plus basse) en mai  et monte en jonidan lors du tournoi de juillet, où son résultat de 6-1 lui assure une montée en sandanme lors du tournoi de septembre. A l'issue de ce dernier tournoi, son résultat de 6-1 est suffisant pour le faire passer au niveau supérieur, makushita, lors du tournoi de novembre. Après quatre tournois en makushita avec un bilan positif, il est promu en jūryō lors du tournoi de septembre 2015. 
Après un premier tournoi réussi en jūryō (11–4) puis une victoire sur un résultat de 13-2 au second, il est  promu au plus haut niveau du sumo, makuuchi .
Lors du tournoi de janvier 2016, il devient le 20ème lutteur de la préfecture de Kumamoto à atteindre le plus haut rang du sumo depuis la fin de la Seconde Guerre mondiale. Il devient également le troisième lutteur le plus rapide ex-aequo à atteindre le plus haut niveau de sumo depuis 1958 (hors tsukedashi), en seulement 11 tournois. Il remporte le prix de la combativité, devenant le deuxième plus précoce détenteur d'un prix spécial, au bout de 12 tournois au niveau professionnel, derrière l'ancien yokozuna Wakanohana qui a remporté le sien lors de son 9ème tournoi en janvier 1950.
Il atteint le rang de sekiwake au tournoi de janvier 2017, son 17ème, devenant également le deuxième plus rapide à réaliser cette performance parmi les lutteurs ayant démarré en maezumo (derrière Konishiki en 14 tournois) depuis l'introduction du système de six tournois par an en 1958. A l'issue des tournois de mars & de mai, il est rétrogradé respectivement en komusubi puis en maegashira. Il revient au rang de sekiwake en mars 2020, au cours duquel il est l'un des deux seuls hommes à vaincre Hakuhō, le vainqueur du tournoi. Il réédite cet exploit en juillet 2020, face à Terunofuji cette fois, lors duquel il remporte son cinquième prix de la combativité.
Shōdai remporte son premier championnat lors du tournoi de septembre 2020, avec un résultat de 13-2, battant son concurrent Tobizaru le dernier jour. Il y  remporte également son premier prix de performance exceptionnelle et son sixième prix de la combativité. Il est le premier natif de la préfecture de Kumamoto à remporter un championnat de première division.

### Promotion en tant qu'ōzeki

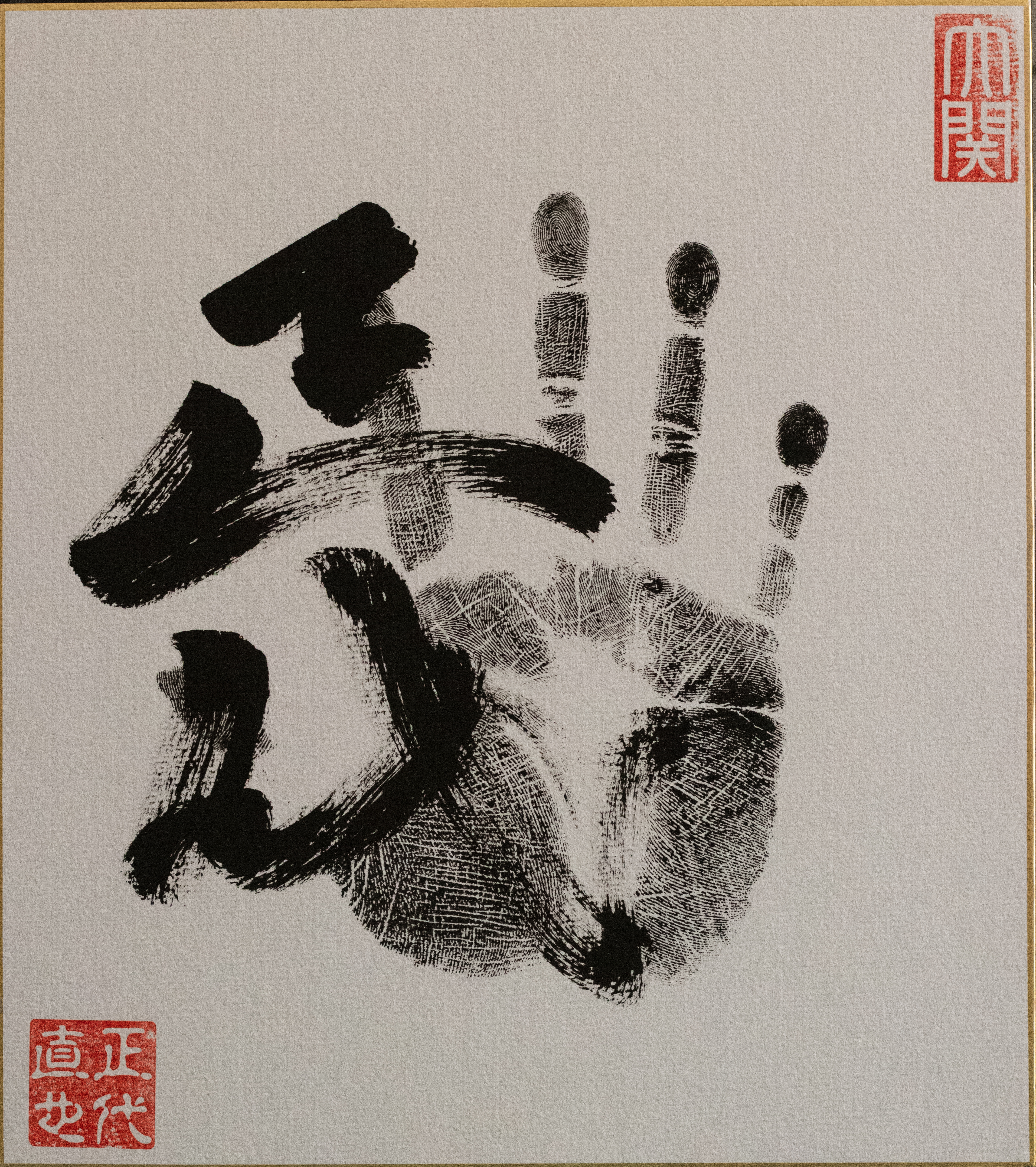
Tegata originale de Shodai (empreinte de la main et signature)

L'Association japonaise de sumo annonce après le tournoi de septembre 2020 qu'elle convoque une réunion extraordinaire consacrée à la promotion de Shōdai au deuxième rang le plus élevé d'ōzeki . Même s'il a terminé avec 32 victoires au cours des trois tournois précédents - une de moins que le total ordinairement nécessaire - il est entendu que son niveau de performance depuis le tournoi de novembre 2019 est suffisant pour qu'il soit considéré pour une promotion en tant qu'ōzeki. La promotion est approuvée à l'unanimité le 30 septembre 2020. Dans son discours d'acceptation, Shōdai déclare qu'il se consacrera à la voie du sumo "avec l'esprit de la plus grande sincérité afin de ne pas déshonorer le titre d'ōzeki ". Il déclare ensuite aux journalistes qu'il est "soulagé" et qu'il était "dans une position où l'on s'attend à ce que vous ne perdiez pas". Il est le premier ōzeki de la préfecture de Kumamoto depuis que Tochihikari a été promu en 1962.
Après avoir terminé le tournoi de janvier 2022 avec un résultat de 6-9, Shōdai est sous la menace d'une rétrogradation. Il contracte le COVID-19 début février et déclare peu avant le début du tournoi de mars 2022 que cela a retardé son entraînement. Malgré cela et un démarrage à 1-5, Shōdai remporte huit de ses neufs combats restants, dont des victoires sur le finaliste Takayasu et le champion Wakatakakage, et conserve ainsi son rang.

## Style de combat
Shōdai est un lutteur de yotsu-sumo, c'est-à-dire qu'il privilégie les techniques de saisie à celles de poussée. Sa prise préférée sur le mawashi est le migi-yotsu, une position main gauche à l'extérieur, main droite à l'intérieur. Son kimarite gagnant le plus courant est un simple yori-kiri (poussée dehors en tenant la ceinture).